# Энтузиазм: Симфония Донбасса
«Энтузиазм (Симфония Донбасса)» — первый звуковой советский документальный кинофильм.

## Съёмочная группа
- Режиссёр и автор сценария — Дзига Вертов
- Ассистент — Елизавета Свилова
- Операторы — Борис Цейтлин
- Звукооператор — Петр Штро
- Композиторы — Николай Тимофеев, Дмитрий Шостакович

## Краткое содержание
Съёмки на заводах и шахтах Донбасса о выполнении пятилетнего плана. Для синхронных съёмок звука и изображения была применена аппаратура системы Шорина. Чарли Чаплин назвал «Энтузиазм» одной из самых волнующих симфоний, которую он когда-либо слышал.
Кадры в первой части фильма сняты в селе Верхнее (ныне город Лисичанск), в которых фигурирует храм в честь Иоанна Предтечи. На экране показаны события по национализации имущества и закрытия церкви. На заднем плане видны дымящиеся трубы Донецкого содового завода, впоследствии Лисичанского. В начале 1930-x годов на месте разрушенной церкви был построен конструктивистский Дворец культуры (ул. Карла Либкнехта, 30).

## Технические данные
- СССР, 1930 год
- Украинфильм
- Чёрно-белый, 65 мин.